# Olympische Sommerspiele 1936/Fußball
Bei den XI. Olympischen Sommerspielen 1936 in Berlin wurde ein Wettbewerb im Fußball ausgetragen.
Bei den Olympischen Sommerspielen 1932 in Los Angeles gehörte Fußball nicht zum Programm, da es aufgrund der zunehmenden Professionalisierung im Fußball schwer festzustellen war, wer Amateur und Profi war. Da der Fußball aber die höchsten Zuschauerzahlen generierte und die Organisatoren die Einnahmen benötigten, entschied man sich dazu, wieder ein Turnier ins Programm aufzunehmen. Von den 16 Teilnehmern nahmen vier mit ihrer Amateur-Nationalmannschaft bzw. Amateurspielern teil, nämlich Großbritannien, Österreich, Ungarn und Italien. Die FIFA zählt diese Spiele aber – im Gegensatz zu Österreich und Ungarn – als A-Länderspiele. Mit China und Japan spielten erstmals zwei asiatische Mannschaften außerhalb Asiens, wobei sich Japan im Achtelfinale überraschend gegen Schweden durchsetzen konnte. Die zu der Zeit besten südamerikanischen Mannschaften Uruguay und Argentinien, die noch 1928 den Olympiasieger unter sich ausmachten, nahmen nicht teil. Stattdessen trat erstmals Peru, Dritter der Südamerikameisterschaft 1935, zu Länderspielen außerhalb Südamerikas an.
Die deutsche Mannschaft gehörte zu den Favoriten, da sie seit dem 4. Dezember 1932 nur ein Heimspiel verloren hatte. Im ersten Spiel konnte Luxemburg auch mit 9:0 besiegt werden, im zweiten Spiel gegen den späteren Bronzemedaillengewinner Norwegen kam aber schon das Ende für die deutsche Mannschaft. Für Norwegen ist der dritte Platz das beste Ergebnis bei einem bedeutenden Fußballturnier der Männer. Olympiasieger wurde Weltmeister Italien, es standen aber keine Spieler des 34er-Weltmeisterteams im Kader. Sergio Bertoni, Alfredo Foni, Ugo Locatelli und Pietro Rava wurden aber zwei Jahre später mit Italien auch Fußballweltmeister.
Spielstätten waren neben dem Berliner Olympiastadion, das Poststadion, das Mommsenstadion und der Hertha-Platz am Gesundbrunnen. Mit jeweils 95.000 Zuschauern beim Halbfinale zwischen Italien und Norwegen und dem Spiel um Bronze zwischen Norwegen und Polen im Olympiastadion gab es die bis zum 24. Oktober 1968 höchsten Zuschauerzahlen bei olympischen Fußballspielen. Dann wurde der Rekord beim Spiel um Platz 3 zwischen Japan und Mexiko überboten. Schiedsrichter des Endspiels war der spätere DFB-Präsident Peco Bauwens.

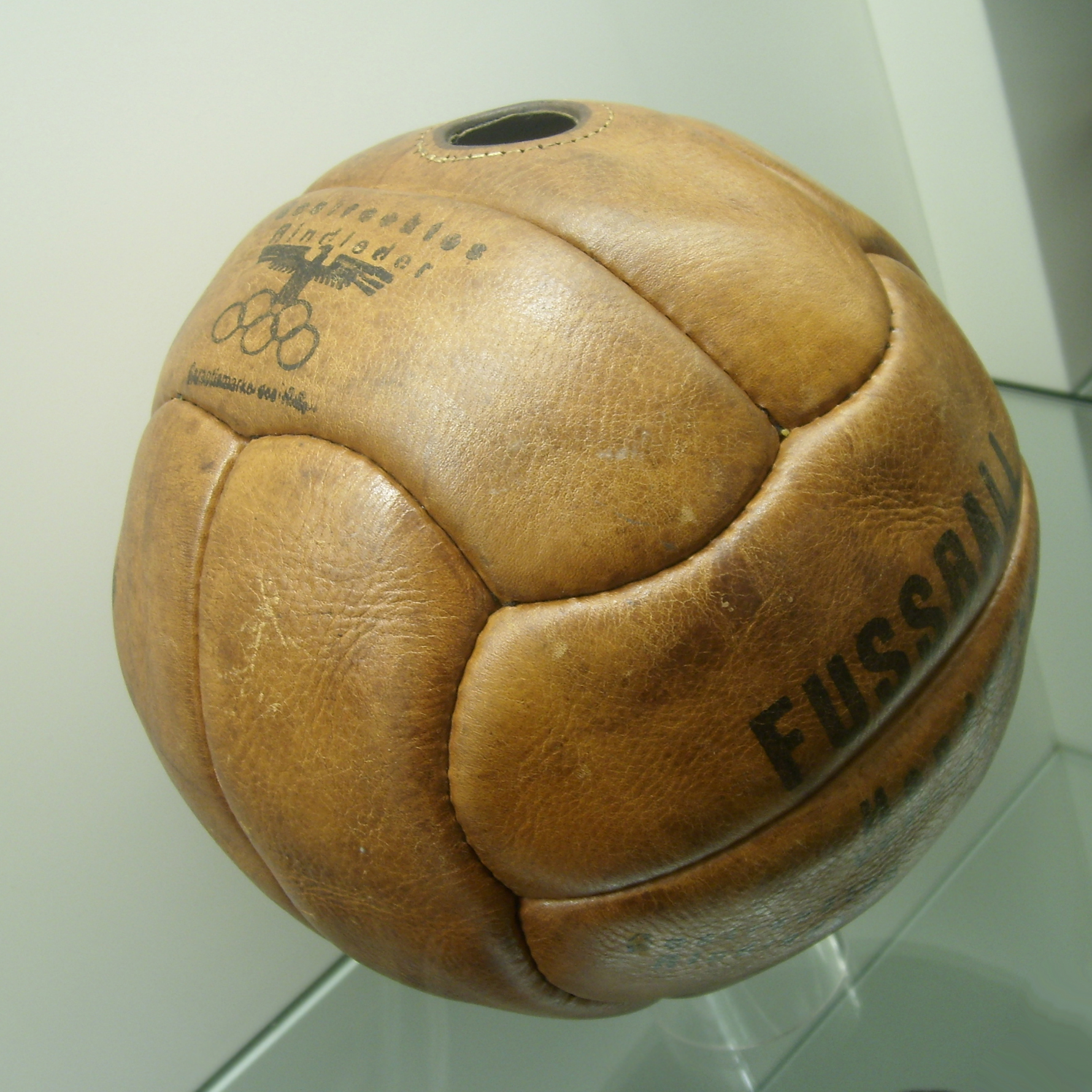
Ein Ball der Wettkämpfe ist im Deutschen Ledermuseum zu sehen.

## Das Turnier

### Achtelfinale
|                                                    |   |                    |           |
| 3. August 1936 im Poststadion (9.000 Zuschauer)    |   |                    |           |
| Italien                                            | – | Vereinigte Staaten | 1:0 (0:0) |
| 3. August 1936 im Mommsenstadion (8.000 Zuschauer) |   |                    |           |
| Norwegen                                           | – | Türkei             | 4:0 (1:0) |
| 4. August 1936 im Hertha-Platz (5.000 Zuschauer)   |   |                    |           |
| Japan                                              | – | Schweden           | 3:2 (0:2) |
| 4. August 1936 im Poststadion (12.000 Zuschauer)   |   |                    |           |
| Deutsches Reich                                    | – | Luxemburg          | 9:0 (2:0) |
| 5. August 1936 im Poststadion (5.000 Zuschauer)    |   |                    |           |
| Polen                                              | – | Ungarn             | 3:0 (2:0) |
| 5. August 1936 im Mommsenstadion (6.000 Zuschauer) |   |                    |           |
| Österreich                                         | – | Ägypten            | 3:1 (2:0) |
| 6. August 1936 im Mommsenstadion (8.000 Zuschauer) |   |                    |           |
| Großbritannien                                     | – | Republik China     | 2:0 (0:0) |
| 6. August 1936 im Hertha-Platz (2.500 Zuschauer)   |   |                    |           |
| Peru                                               | – | Finnland           | 7:3 (3:1) |

### Viertelfinale
|                                                    |   |                 |                      |
| 7. August 1936 in Mommsenstadion (8.000 Zuschauer) |   |                 |                      |
| Italien                                            | – | Japan           | 8:0 (2:0)            |
| 7. August 1936 in Poststadion (55.000 Zuschauer)   |   |                 |                      |
| Norwegen                                           | – | Deutsches Reich | 2:0 (1:0)            |
| 8. August 1936 in Poststadion (6.000 Zuschauer)    |   |                 |                      |
| Polen                                              | – | Großbritannien  | 5:4 (2:1)            |
| 8. August 1936 in Hertha-Platz (5.000 Zuschauer)   |   |                 |                      |
| Peru                                               | – | Österreich*     | 4:2 n. V. (2:2; 0:2) |

*Nach dem 4:2 stürmten peruanische Fans den Platz. Österreich protestierte daraufhin gegen das Resultat und begründete dies mit dem Platzsturm, der den Österreichern zufolge bereits beim Stand von 2:2 stattgefunden haben soll. Dem Protest wurde stattgegeben und ein Wiederholungsspiel angeordnet, zu dem es aber nicht mehr kam, da Peru aus Protest alle Olympioniken abzog. Österreich erreichte dadurch kampflos das Halbfinale.

### Halbfinale
|                                                      |   |          |                      |
| 10. August 1936 in Olympiastadion (95.000 Zuschauer) |   |          |                      |
| Italien                                              | – | Norwegen | 2:1 n. V. (1:1; 1:0) |
| 11. August 1936 in Olympiastadion (82.000 Zuschauer) |   |          |                      |
| Österreich                                           | – | Polen    | 3:1 (1:0)            |

### Spiel um Bronze
| Norwegen                                         | Norwegen | Polen | Polen |
| ------------------------------------------------ | --- | --- | ----- |
| Norwegen                                         | \| 13. August 1936 in Berlin (Olympiastadion) \| \| Ergebnis: 3:2 (2:2) \| \| Zuschauer: 82.000 \| \| Schiedsrichter: Alfred Birlem ( Deutsches Reich) \|                  | \| 13. August 1936 in Berlin (Olympiastadion) \| \| Ergebnis: 3:2 (2:2) \| \| Zuschauer: 82.000 \| \| Schiedsrichter: Alfred Birlem ( Deutsches Reich) \|                                   | Polen |
| Norwegen                                         | Henry Johansen – Nils Eriksen, Øivind Holmsen – Frithjof Ulleberg, Jørgen Juve, Rolf Holmberg – Reidar Kvammen, Magdalon Monsen, Alf Martinsen, Odd Frantzen, Arne Brustad | Spirydion Albański – Władysław Szczepaniak, Antoni Gałecki – Wilhelm Góra, Franciszek Cebulak, Ewald Dytko – Walerian Kisieliński, Michał Matyas, Teodor Peterek, Hubert Gad, Gerard Wodarz | Polen |
| Norwegen                                         | 1:1 Brustad (15.) 2:1 Brustad (21.) 3:2 Brustad (84.) | 0:1 Wodarz (5.) 2:2 Peterek (24.) | Polen |
| 13. August 1936 in Berlin (Olympiastadion)       | | |       |
| Ergebnis: 3:2 (2:2)                              | | |       |
| Zuschauer: 82.000                                | | |       |
| Schiedsrichter: Alfred Birlem ( Deutsches Reich) | | |       |

### Finale
| Italien                                         | Italien | Österreich | Österreich |
| ----------------------------------------------- | --- | --- | ---------- |
| Italien                                         | \| 15. August 1936 in Berlin (Olympiastadion) \| \| Ergebnis: 2:1 n. V. (1:1, 0:0) \| \| Zuschauer: 85.000 \| \| Schiedsrichter: Peco Bauwens ( Deutsches Reich) \|                | \| 15. August 1936 in Berlin (Olympiastadion) \| \| Ergebnis: 2:1 n. V. (1:1, 0:0) \| \| Zuschauer: 85.000 \| \| Schiedsrichter: Peco Bauwens ( Deutsches Reich) \|               | Österreich |
| Italien                                         | Bruno Venturini – Alfredo Foni , Pietro Rava – Giuseppe Baldo, Achille Piccini, Ugo Locatelli – Annibale Frossi, Libero Marchini, Sergio Bertoni, Carlo Biagi, Francesco Gabriotti | Eduard Kainberger – Ernst Künz, Martin Kargl – Anton Krenn, Karl Wallmüller, Max Hofmeister – Walter Werginz, Adolf Laudon, Klement Steinmetz, Karl Kainberger, Franz Fuchsberger | Österreich |
| Italien                                         | 1:0 Frossi (70.) 2:1 Frossi (92.) | 1:1 Franz Fuchsberger (79.) | Österreich |
| 15. August 1936 in Berlin (Olympiastadion)      | | |            |
| Ergebnis: 2:1 n. V. (1:1, 0:0)                  | | |            |
| Zuschauer: 85.000                               | | |            |
| Schiedsrichter: Peco Bauwens ( Deutsches Reich) | | |            |

## Medaillenränge
| Rang              | Medaillengewinner |
| ----------------- | --- |
| Gold Italien      | Giuseppe Baldo, Sergio Bertoni, Carlo Biagi, Giulio Cappelli, Alfredo Foni, Annibale Frossi, Francesco Gabriotti, Mario Giani, Carlo Girometta, Adolfo Giuntoli, Ugo Locatelli, Libero Marchini, Alfonso Negro, Mario Nicolini, Lamberto Petri, Achille Piccini, Sandro Puppo, Pietro Rava, Luigi Scarabello, Corrado Tamietti, Paolo Vannucci, Bruno Venturini Trainer: Vittorio Pozzo |
| Silber Österreich | Franz Fuchsberger, Max Hofmeister, Karl Kainberger, Eduard Kainberger (TW), Martin Kargl, Josef Kitzmüller, Ernst Künz, Anton Krenn, Adolf Laudon, Franz Mandl, Klement Steinmetz, Karl Wallmüller, Walter Werginz Trainer: Jimmy Hogan |
| Bronze Norwegen   | Arne Brustad, Nils Eriksen, Odd Frantzen, Sverre Hansen, Rolf Holmberg, Øivind Holmsen, Fredrik Horn, Magnar Isaksen, Henry Johansen (TW), Jørgen Juve, Reidar Kvammen, Magdalon Monsen, Alf Martinsen, Frithjof Ulleberg Trainer: Asbjørn Halvorsen |

## Beste Torschützen
| Rang | Spieler                  | Tore |
| ---- | ------------------------ | ---- |
| 1    | Annibale Frossi          | 7    |
| 2    | Theodor Fernández Meyzán | 6    |
| 3    | Arne Brustad             | 5    |
|      | Gerard Wodarz            | 5    |
| 5    | Alejandro Villanueva     | 4    |
|      | Carlo Biagi              | 4    |
|      | Hubert Gad               | 4    |
| 8    | Wilhelm Simetsreiter     | 3    |
|      | Adolf Urban              | 3    |
|      | Klement Steinmetz        | 3    |
| 11   | Josef Gauchel            | 2    |
|      | Adolf Laudon             | 2    |
| ...  |                          |      |
| 17   | Franz Elbern             | 1    |
|      | Karl Kainberger          | 1    |
|      | Franz Fuchsberger        | 1    |
|      | Franz Mandl              | 1    |
|      | Walter Werginz           | 1    |

## Verweise